# Лов с орли
Ловът с орли е древно ловно изкуство, практикувано основно в Казахстан и Киргизстан, но също така и извън пределите на тези държави сред техните диаспори в провинция Баян Йолгий в Монголия и в Синдзян-уйгурски автономен регион в Китай.
Наред със соколарството тези народи и общности практикуват от векове и лова с орли – традиционно от седлото на кон. Дивечът, който улавят с помощта на добре обучените грабливи птици, са зайци и по-едри бозайници, като лисици, сайга, джейрани, дори млади и все още незаякнали напълно вълци. Зайците и лисиците се ловуват през зимата, когато е по-лесно да бъдат забелязани върху снега. Известно е, че в миналото с орлите са ловували дори снежни леопарди.
Това характерно за тези номадски тюркски народи занимание датира според изследователите от I-II хилядолетие пр.н.е. и е запазено сред тях. Пренесено и съхранено е и сред казахите, които през социализма бягат от СССР в западната част на Монголия, заселвайки се в провинция Баян Йолгий, само на около 40 km от границата с Казахстан. Там това занимание се практикува активно и в наши дни сред т.нар. беркутчии (ловци с орли) като техният брой се определя на 250 души. Те се събират през първата седмица на месец октомври, когато се провежда фестивалът на скалния орел, чието начало е поставено през 1999 г. Тенденцията е обаче те да намаляват поради променения начин на живот и тъй като тази дейност е в разрез със законите за опазването на дивата природа.

## Метод на дресировка
Занаятът се предава от баща на син. Младите орлета, които вече са се научили да летят, са залавяни в края на октомври с помощта на примамка (гълъб или яребица) и мрежа. След това се оставят да гладуват няколко дни, докато се съгласят да ядат от ръката на човек. Постепенно се установява връзка между птицата и човека, и започва обучението - орелът се пуска да тренира върху препарирана лисица, но в миналото за целта са използвани живи кучета. При всяко успешно нападение, орелът е възнаграждаван с парче месо. Обучението обикновено отнема от няколко месеца до няколко години.